# 槙泉奈
槙泉奈（日语：槙いずな，2001年1月27日—），日本的前AV女優。所屬事務所是ティーパワーズ。

## 簡歷
2020年3月以S1的專屬女優身分出道。

## 人物
出身於東京都。
興趣是讀書，擅長矇眼去猜刨冰糖漿的味道。
初體驗是在高中1年級。出道前的經驗人數是2人。

## 外部連結
- 槙泉奈的X（前Twitter）
- 槙いずな🌷的Instagram帳戶
- AV女優情報：槙いずな （页面存档备份，存于） - S1 OfficialSite